# 大隻王子
大隻王子（英語：Prince Chunk）是美國的一隻混種短毛貓，曾號稱重達四十四磅，創世界紀錄。
當2008年收養牠的紐澤西州金頓縣動物收容所曝光了這隻貓的體重後，使牠迅速成名，開始出現在《早安美國》、《Live with Regis and Kelly》等不少美國知名電視節目中，並登上《時人》雜誌的封面。
有關這隻貓的性別曾經存在過爭議，有人一度稱牠為「大隻公主」（Princess Chunk），但在2008年7月由獸醫正式確認牠的性別為雄性。
當大隻王子被達密艾尼家庭收養後，開始了減肥計畫，至2008年8月其體重已降至22磅，相較之前減少了一半。由於前後差距太大，讓收容所的官員們感到困惑。
2010年11月21日，大隻王子因心臟病於睡夢中去世。
同年，大隻王子的飼主設立了非營利組織「大隻王子基金會」（The Prince Chunk Foundation），於紐澤西州、加州、紐約州和賓夕法尼亞州運營，為財務困難的貓狗飼主提供免費的獸醫服務及寵物食品。

## 外部連結
- 大隻王子基金會 （页面存档备份，存于）（英文）
- Camden County Animal Shelter （页面存档备份，存于）（英文）